# عيب صب

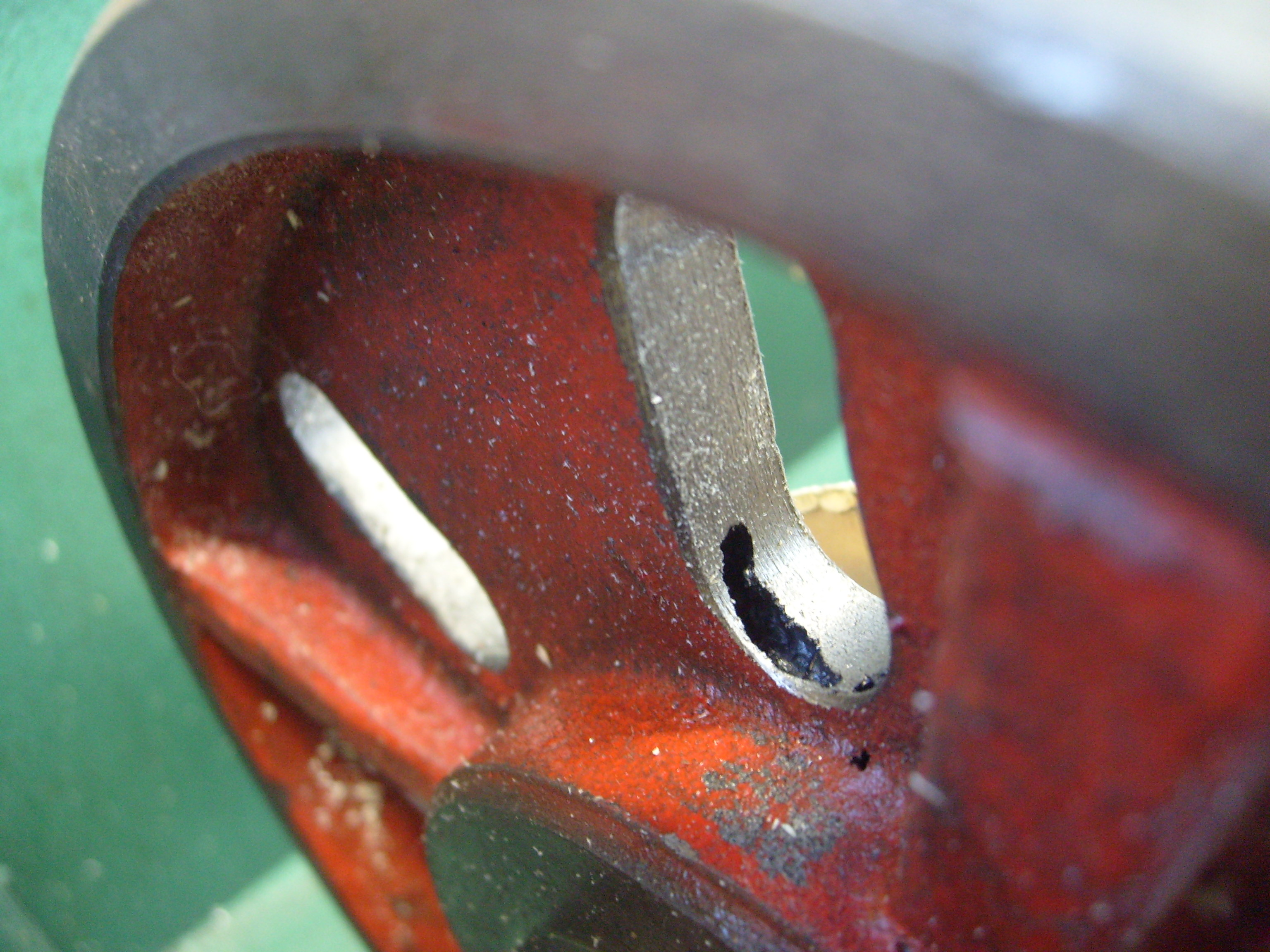
عيب في صب ويظهر فيه نخر في الحديد.

عيب الصب هو عيب في عدم انتظام غير مرغوب فيه في عملية صب المعادن. يمكن التسامح مع بعض العيوب بينما يمكن إصلاح البعض الآخر، وإلا يجب القضاء عليها. يتم تقسيمها إلى خمس فئات رئيسية: مسامية الغاز، وعيوب الانكماش، وعيوب المواد العفن، وسكب عيوب المعادن، والعيوب المعدنية.

## المصطلح
تشير مصطلحات «العيب» و «الانقطاع» إلى شيئين محددين ومنفصلين في الصب. تُعرَّف العيوب بأنها شروط في الصب يجب تصحيحها أو إزالتها، أو يجب رفض الصب. تعرف الانقطاعات، المعروفة أيضًا باسم «العيوب»، بأنها «انقطاعات في الاستمرارية الفيزيائية للصب». لذلك، إذا كان الصب أقل من الكمال، ولكن لا يزال مفيدًا وفي التسامح، يجب اعتبار العيوب «انقطاعات». 